# Marios Agatokleus
Marios Agatokleus (gr. Μάριος Αγαθοκλέους, ur. 8 września 1974 w Limassolu) – cypryjski piłkarz grający na pozycji napastnika. W swojej karierze rozegrał 38 meczów w reprezentacji Cypru i strzelił w niej 9 goli.

## Kariera klubowa
Karierę piłkarską Agatokleus rozpoczynał w klubie AEL Limassol. W 1990 roku awansował do kadry pierwszej drużyny i w sezonie 1990/1991 zadebiutował w jego barwach w pierwszej lidze cypryjskiej. W 1996 roku spadł z nim do drugiej ligi, a w 1997 roku wrócił do pierwszej.
W 1997 roku Agatokleus przeszedł do greckiego Athinaikosu Ateny. Półtora roku później znów zmienił klub i przeszedł do Arisu Saloniki. W Arisie grał do końca sezonu 2000/2001.
Latem 2001 roku Agatokleus wrócił na Cypr i został zawodnikiem APOEL-u. W 2002 roku sięgnął z APOEL-em po dublet, a w 2003 roku zdobył Puchar Cypru. Latem 2003 odszedł do Anorthosisu Famagusta. W sezonie 2004/2005 grał w AEP Pafos.
W 2005 roku Agatokleus ponownie grał w Grecji. Do 2007 roku występował w Doxie Drama. Następnie był zawodnikiem APS Panthrakikosu i Thermaikosu, w którym zakończył w 2009 roku swoją karierę.
| Sezon   | Klub                 | Kraj   | Rozgrywki                 | Mecze | Bramki |
| ------- | -------------------- | ------ | ------------------------- | ----- | ------ |
| 1990/91 | AEL Limassol         | Cypr   | Protathlima A’ Kategorias | 5     | 0      |
| 1991/92 | AEL Limassol         | Cypr   | Protathlima A’ Kategorias | 10    | 1      |
| 1992/93 | AEL Limassol         | Cypr   | Protathlima A’ Kategorias | 21    | 5      |
| 1993/94 | AEL Limassol         | Cypr   | Protathlima A’ Kategorias | 17    | 7      |
| 1994/95 | AEL Limassol         | Cypr   | Protathlima A’ Kategorias | 21    | 2      |
| 1995/96 | AEL Limassol         | Cypr   | Protathlima A’ Kategorias | 23    | 3      |
| 1996/97 | AEL Limassol         | Cypr   | Protathlima B’ Kategorias | ?     | ?      |
| 1997/98 | Athinaikos AS        | Grecja | Alpha Ethniki             | 9     | 2      |
| 1998/99 | Athinaikos AS        | Grecja | Alpha Ethniki             | 12    | 9      |
| 1998/99 | Aris FC              | Grecja | Alpha Ethniki             | 16    | 3      |
| 1999/00 | Aris FC              | Grecja | Alpha Ethniki             | 28    | 6      |
| 2000/01 | Aris FC              | Grecja | Alpha Ethniki             | 28    | 4      |
| 2001/02 | APOEL FC             | Cypr   | Protathlima A’ Kategorias | 15    | 3      |
| 2002/03 | APOEL FC             | Cypr   | Protathlima A’ Kategorias | 18    | 5      |
| 2003/04 | Anorthosis Famagusta | Cypr   | Protathlima A’ Kategorias | 23    | 11     |
| 2004/05 | AEP Pafos            | Cypr   | Protathlima A’ Kategorias | 8     | 1      |
| 2005/06 | GS Doksa Dramas      | Grecja | Gamma Ethniki             | 22    | 13     |
| 2006/07 | GS Doksa Dramas      | Grecja | Gamma Ethniki             | 11    | 0      |
| 2006/07 | APS Panthrakikos     | Grecja | Beta Ethniki              | 13    | 4      |
| 2007/08 | APS Panthrakikos     | Grecja | Beta Ethniki              | 25    | 6      |
| 2008/09 | Thermaikos FC        | Grecja | Gamma Ethniki             | ?     | ?      |

## Kariera reprezentacyjna
W reprezentacji Cypru Agatokleus zadebiutował 9 marca 1994 roku w wygranym 2:0 towarzyskim meczu z Estonią i w debiucie zdobył gola. W swojej karierze grał w eliminacjach do Euro 96, MŚ 1998, Euro 2000, MŚ 2002 i Euro 2004. Od 1994 do 2003 roku rozegrał w kadrze narodowej 38 meczów i strzelił w nich 9 goli.